# Susanne Nielsson
Susanne Nielsson (n. 8 iulie 1960, Aarhus, Danemarca) este o înotătoare daneză, medaliată olimpică. A participat la o ediție a Jocurilor Olimpice (1980) în care a câștigat o medalie de bronz.

## Participări
Lista de mai jos prezintă principalele competiții la care a participat Susanne Nielsson de-a lungul carierei.
- swimming at the 1980 Summer Olympics – women's 100 metre breaststroke[*]